# ايدواردو ليما
ايدواردو ليما (بالإسبانية: Eduardo Lima) (9 أكتوبر 1992 بماتورين في فنزويلا - ) هو مدرب كرة قدم ولاعب كرة قدم فنزويلي في مركز حراسة المرمى. شارك مع منتخب فنزويلا تحت 20 سنة لكرة القدم. أما مع النوادي، فقد لعب مع نادي بورتوغيزا وديبورتيفو ميراندا ونادي موناغاس الرياضي.

## روابط خارجية
- ايدواردو ليما على موقع قاعدة بيانات كرة القدم.إي يو (الإنجليزية)
- ايدواردو ليما على موقع Soccerway.com (الإنجليزية)
- ايدواردو ليما على موقع AS.com (الإسبانية)